# Hängticka
Hängticka (Postia ceriflua) är en svampart som först beskrevs av Berk. & M.A. Curtis, och fick sitt nu gällande namn av Jülich 1982. Postia ceriflua ingår i släktet Postia och familjen Fomitopsidaceae.   Inga underarter finns listade i Catalogue of Life.
I den svenska databasen Dyntaxa används istället namnet Oligoporus cerifluus för samma taxon.  Arten är reproducerande i Sverige.